# Нижнє Нікітино (Кічменгсько-Городецький район)
Нижнє Нікі́тино (рос. Нижнее Никитино) — присілок у складі Кічменгсько-Городецького району Вологодської області, Росія. Входить до складу Єнангського сільського поселення.

## Населення
Населення — 2 особи (2010; 4 у 2002).
Національний склад (станом на 2002 рік):
- росіяни — 100 %